# 伯邑父
伯邑父（?—?），周共王时代周朝執政大臣。
传世文献上没有伯邑父的记载，根据出土铜器《五祀衛鼎》(集成02832)、《裘衛盉》(集成09456)，伯邑父是西周中前期人。周恭王（周共王）三年三月和周恭王五年正月，和榮伯、邢伯、定伯、單伯、伯俗父等執政大臣，共同處理裘衛和伯矩、邦君厲以物換田和土地交換的事情。